# 2,5-Bis(hydroxymethyl)furan
2,5-Bis(hydroxymethyl)furan ist ein Furan, welches per Reduktion aus Hydroxymethylfurfural (HMF), einem Abbauprodukt der Cellulose, erzeugt wird.

## Synthese
2,5-Bis(hydroxymethyl)furan kann durch Reduktion von Hydroxymethylfurfural dargestellt werden, indem ein Nickel-Zirconium-Katalysator eingesetzt wird.